# Pardosa odenwalli
Pardosa odenwalli este o specie de păianjeni din genul Pardosa, familia Lycosidae, descrisă de Sternbergs, 1979. Conform Catalogue of Life specia Pardosa odenwalli nu are subspecii cunoscute.